# Grotte d'Antíparos
La grotte d'Antíparos, en grec moderne : Σπήλαιο της Αντιπάρου / Spíleo tis Antipárou, est une grotte naturelle, située sur l'île d'Antíparos, dans les Cyclades, en Grèce. 

## Histoire
La grotte, également appelée grotte de Saint-Jean (Σπήλαιο του Αγίου Ιωάννη / Spíleo tou Agíou Ioánni), est située au milieu de la partie orientale de l'île et à une hauteur élevée de la surface de la mer. Il s'agit de l'une des plus importantes grottes de Grèce et qui, d'après les inscriptions qui y ont été trouvées, aurait été connue dès l'Antiquité. À l'origine, la grotte servait de refuge naturel, et plus tard, elle a été utilisée comme lieu de culte pour la déesse Artémis.
L'accès se fait depuis la plage ou depuis le château. Elle est divisée en plusieurs parties : une antichambre et trois autres chambres, la chambre des chutes de pierre, la chambre de la cathédrale et la chambre royale. La profondeur de la grotte est de 85 mètres : la grande galerie de cette grotte est constituée de la grotte principale dont les dimensions sont de 33 m de large, 48 mètres de long à partir de l'entrée, pour une hauteur de 25 m. L'entrée de la grotte commence par une galerie en arc et se poursuit par un couloir étroit et bas qui se termine dans une autre galerie abrupte qui est aussi la grotte principale. La descente vers cette partie se fait par des escaliers.
Une stalagmite tronquée est caractéristique de la grotte : d'un diamètre de 7 à 8 mètres et d'une hauteur de 8 mètres, elle est appelée par les habitants d'Antíparos, le « Saint Autel », car c'est là que le marquis de Nointel, ambassadeur du roi de France Louis XIV, en poste à Constantinople, a célébré la messe en 1673 lors de sa visite à Antíparos. Cependant, de nombreuses destructions ont eu lieu pendant l'occupation russe de l'île (1770-1774) lorsque les équipages des navires russes ont enlevé de nombreuses stalactites afin d'enrichir le musée de l'Ermitage. 

## Galerie

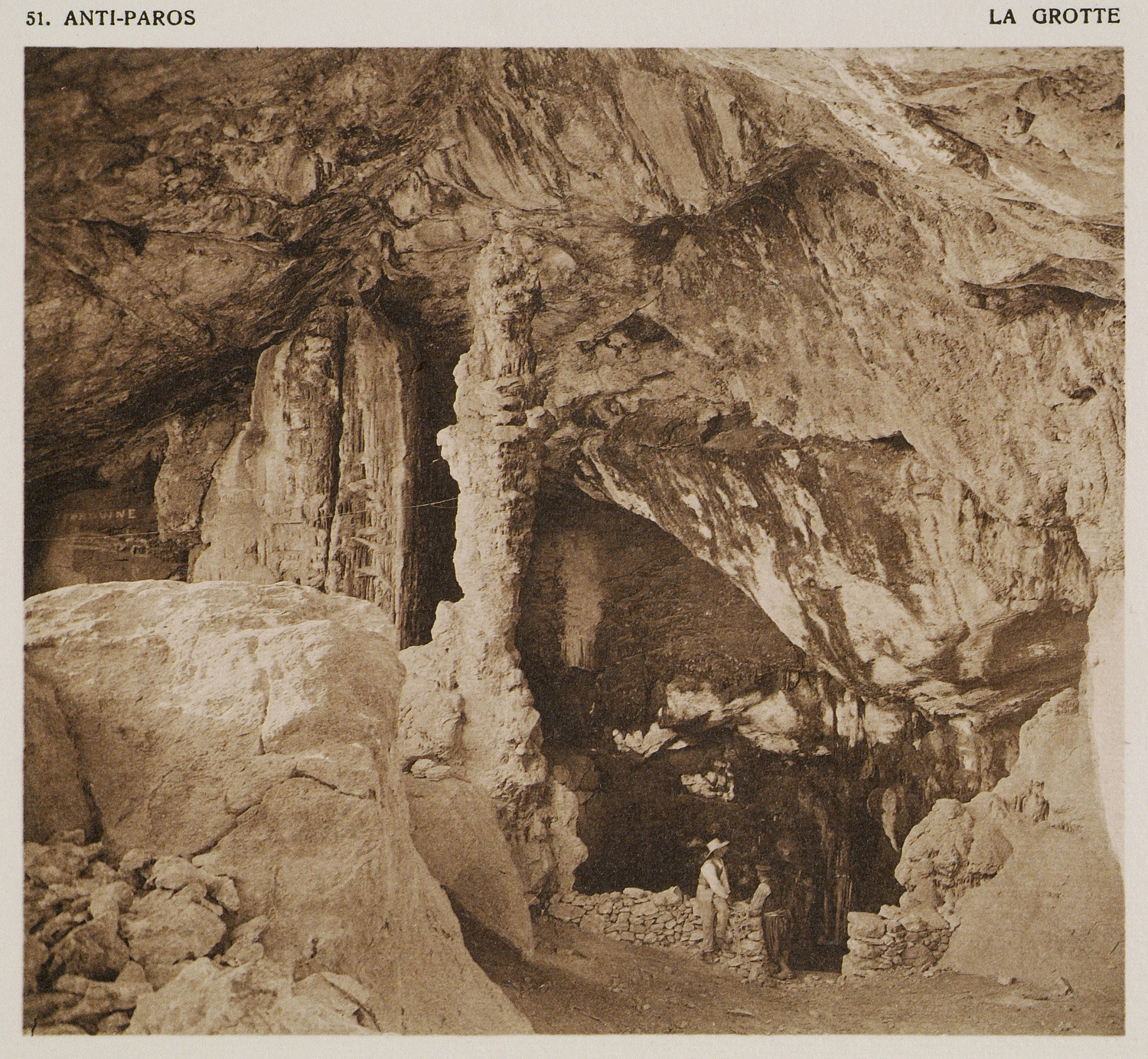
Vue de la grotte (1919).
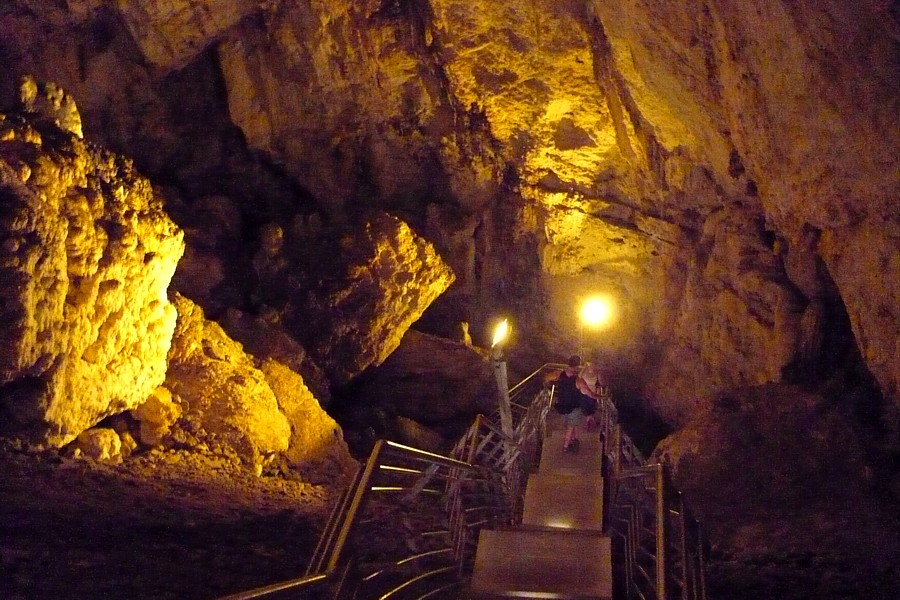
L'escalier vers la grotte principale.
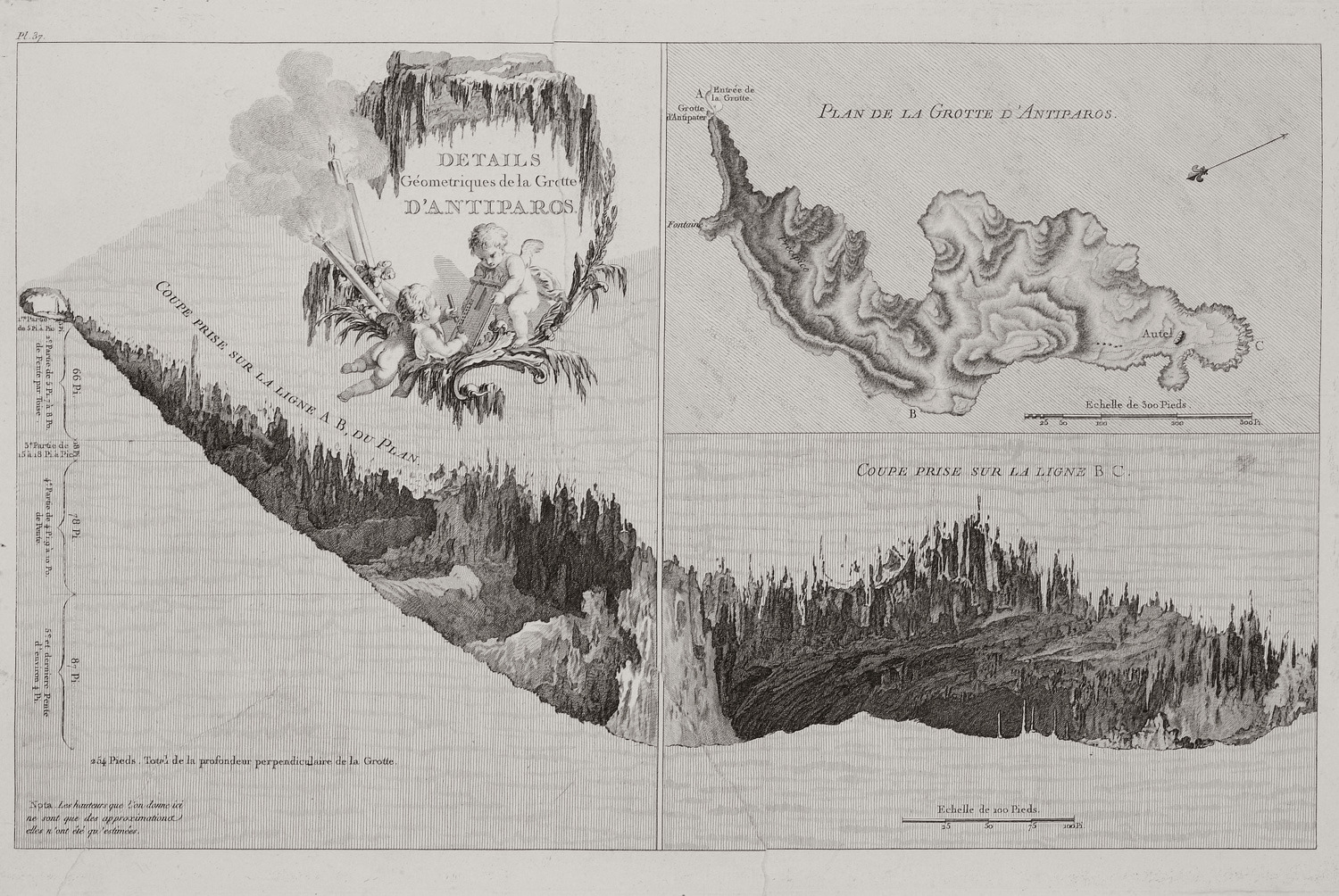
Plan de la grotte (1782).